# Matrice BCG
La matrice BCG venne creata negli anni Settanta dal Boston Consulting Group. Tale matrice permette di classificare le aree strategiche di affari (ASA/SBU) o attività dell'impresa. 
Dà informazioni sulle fasi di decollo, affermazione, declino e morte di una determinata attività di produzione.
Le matrici di portafoglio sono uno strumento di analisi del portafoglio business di un'impresa, tramite il quale il management decide come allocare le risorse nelle varie attività. La matrice può essere utilizzata sia per svolgere un'analisi statica sia per una dinamica. Nel primo caso si tratta di osservare e misurare il posizionamento di un'ASA in un dato momento storico collocandola nella matrice in funzione dei competitor. Nell'analisi dinamica si deve analizzare il percorso evolutivo dell'ASA nel tempo. Esistono percorsi evolutivi standard comuni ad ASA differenti (ad esempio l'ingresso di una nuova ASA in un mercato coincide molto spesso con la collocazione tra i question mark)
Particolarmente interessante è l'applicazione nel marketing della matrice BCG. Può infatti essere utilizzata anche per la classificazione dei diversi prodotti o dei diversi segmenti in cui opera l'azienda. È importante notare che il percorso naturale di un prodotto (ipotizzando la non attuazione di politiche di ringiovanimento dello stesso) è quello descritto dal ciclo di vita del prodotto. La matrice BCG offre dettagli aggiuntivi in merito ad ogni fase del ciclo di vita del prodotto (esistono forti analogie tra le fasi e le combinazioni)
I parametri utilizzati per la classificazione sono:
- Tasso di crescita del mercato sull'asse verticale; è una misura di attrattività del mercato.
- Quota di mercato relativa sull'asse orizzontale; misura la forza dell'impresa in quel mercato.

Dalla combinazione di questi due elementi si possono individuare 4 categorie: Question Mark, Star, Cash Cow, Dog. Per ognuna delle combinazioni descritte esiste un comportamento consigliato in fase di valutazione.

## Question Mark

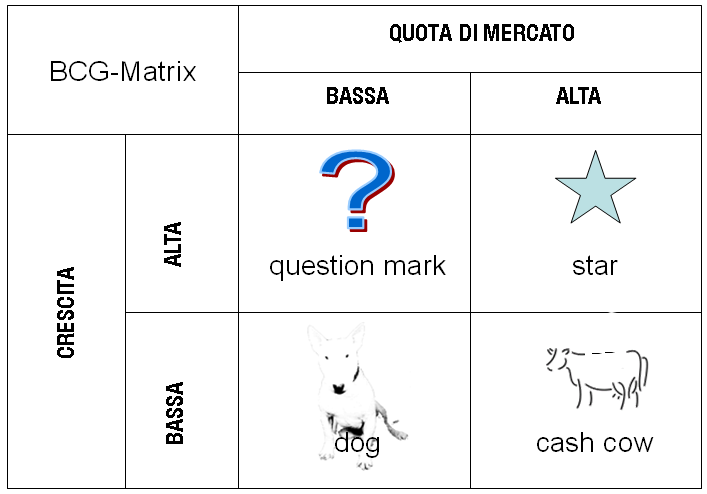
Schema riassuntivo

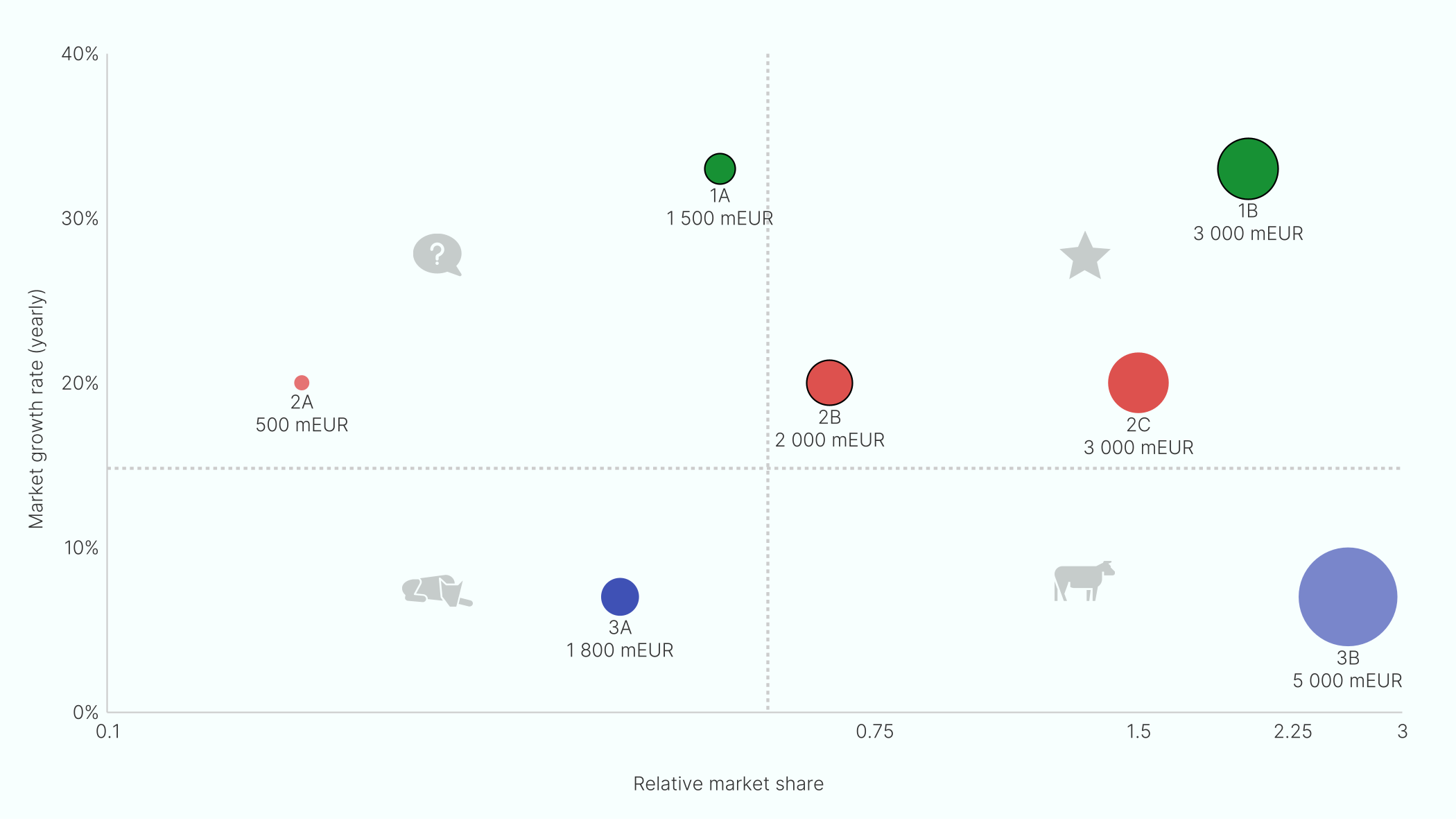
Esempio di matrice BCG. I prodotti con lo stesso colore appartengono allo stesso mercato. I prodotti con un contorno nero indicano i prodotti che appartengono alla propria azienda. Il grafico è stato creato con Fancy BCG Matrix.

Il termine indica un'area strategica di affari che si trova in un mercato in espansione, senza tuttavia possedere una quota rilevante di questo mercato.
L'incertezza sulla possibilità di aumentare la propria quota di mercato fa sì che tale tipo di affari porti il nome di question mark, letteralmente punto interrogativo. Generalmente i question mark necessitano di imponenti investimenti per poter aumentare la quota di mercato.
I Question Mark (prodotti rischiosi) sono identificati da una bassa quota di mercato in mercati ad alta crescita. Per tale motivo, essi non generano un intenso flusso di cassa in entrata e richiedono notevoli investimenti per poter crescere e diventare stars.
Il comportamento consigliato al management è quello di sviluppare.

## Star
Le Star sono prodotti/attività caratterizzati da un'alta quota di mercato in mercati in forte crescita. Richiedono investimenti per continuare a crescere, per poi trasformarsi in cash cows.
Il comportamento consigliato al management è quello di mantenere.

## Cash Cow
Cash cow è un termine di etimo scherzoso: ricorda più o meno l'italiano vacca da mungere ed indica una serie di transazioni assai lucrative. Si tratta di un'area strategica di affari che porta a elevati flussi di cassa (cash flow), ottenuti al prezzo di pochi investimenti in nuove tecnologie e con un alto margine di profitto.
Per definizione, una cash cow non è una star: non si tratta dunque di una nuova area strategica di affari in espansione, ma di un tipo di affari oramai affermati seppure ancora molto redditizi. Le cash cow sono molto seguite nell'ambito degli investimenti perché il guadagno è pressoché garantito fino al momento in cui il sistema non entrerà in fase di declino. 
Le Cash Cow sono prodotti/attività con un'alta quota di mercato in mercati a bassa crescita.
Possono in sintesi ritenersi attività di successo, che richiedono minori investimenti, più che altro "difensivi". Sono "mucche" da cui "mungere" denaro per finanziare le altre attività.
Il comportamento consigliato al management è quello di realizzare.

## Dog
I Dog sono prodotti/attività con una quota bassa in un mercato a bassa crescita. Possono generare profitti appena sufficienti al pareggio, o addirittura perdite, per cui il management potrebbe decidere di disinvestire.
Il comportamento consigliato al management è quello di disinvestire.